# Macrus solyanikovi
Macrus solyanikovi är en stekelart som beskrevs av Dmitriy R. Kasparyan 1985. Macrus solyanikovi ingår i släktet Macrus och familjen brokparasitsteklar. Inga underarter finns listade i Catalogue of Life.